# Josep Maria Riera i Mercader
Josep Maria Riera i Mercader   (Barcelona, 11 de maig de 1952 - 9 de gener de 2007) fou un polític català.

## Trajectòria
Estudià formació professional a l'Escola Industrial de Sabadell i posteriorment filosofia i lletres, i s'especialitzà en polítiques socials. El 1974 va esdevenir secretari de la Joventut Comunista de Catalunya (JCC) de Sabadell i va començar a militar al PSUC. El 1976 fou nomenat secretari general de la JCC, després de la detenció de Domènec Martínez, i esdevingué membre del Comitè executiu del PSUC.
Fou elegit diputat per la província de Barcelona a les eleccions generals espanyoles de 1977 i 1979. Juntament amb Rodolf Guerra i Fontana (PSC) i Juan María Bandrés (EE) va defensar els drets de gais i lesbianes al Congrés dels Diputats. Quan les tesis eurocomunistes foren derrotades en el Congrés del PSUC de 1981, va abandonar el partit i dirigí el Centre d'Estudis Joventut i Societat.
Posteriorment fou director general de la Joventut (1985-1988) sota el ministre de Cultura Javier Solana i assessor de la ministra d'afers socials Matilde Fernández (1988-1991). Fou autor de l'Informe de la juventud en España de 1984 i de 1988 i organitzà la Conferència Intergovernamental de Polítiques de Joventut a Iberoamèrica el 1987. Va morir a Madrid el 2007, després d'una llarga malaltia.

## Obres
- Crisis, juventud y eurocomunismo (1980)
- Vivir a los 20 (1988)
- Las mujeres de los 90: el largo trayecto de las jóvenes hacia su emancipación (1991)
- Mayores de edad la jubilación: un tiempo para vivir en plenitud (1999)
- Contra la tercera edad: por una sociedad para todas las edades (2005)